# Ffukkie Slim
Ffukkie Slim is een tekenfilmserie door Villa Achterwerk, geproduceerd door productiehuis Boogie-men. Geestelijk vader is Hans Wessels, bekend van onder andere Purno de Purno. De animatoren zijn Ferry van Schijndel, Martijn van den Bos en Lucas de Peinder.

## De serie
Er zijn drie series van Ffukkie Slim gemaakt tussen 2002 en 2007 in totaal 39 afleveringen. De serie draait om Ffukkie Slim, Andy Wormhole en Omi. Zij wonen in Ghetto Stad, een stad van beton en bendes. Alle natuur is in de stad uitgeroeid, zoals appelbomen. Het lievelingseten van de personages is smurrie, want er is ook niets anders te krijgen.

### Personages
- Ffukkie Slim is een klein lelijk geel stoer mannetje met rare rode lippen en zijn favoriete uitspraak is UNK! Zijn stem wordt gedaan door Emilio Guzman.
- Andy Wormhole, de Wormo Unversalis, is een blauwe worm die in een appel leeft die hij de "big apple" noemt. Na de eerste aflevering leeft hij in het hoofd van Ffukkie Slim. Hij is het beste maatje van Ffukkie. Zijn stem wordt gedaan door Raymond Campfens.
- Omi (Slim) is de grootmoeder van Ffukki, haar stem wordt ingesproken door Hans Wessels. Het idee voor de rauwe stem van Omi is ontstaan tijdens een geluidstest. Wessels zette zomaar voor de grap een zware, raspende stem op en dit sloeg zo aan dat deze teststem in de uiteindelijke versie terecht is gekomen.
- Skiboob en zijn vriendjes zijn drie kleine mannetjes die steeds met elkaar aan het vechten zijn. Ze komen geregeld terug maar zijn geen vaste karakters.
- Blaaskaak Jim is de nieuwslezer van Ghettostad die een grote kin heeft. Hij lijkt een parodie op Jay Leno die ook bekend staat om zijn grote kin. Zijn stem wordt gedaan door Lucas Peinder.
- Poeswoelie Bert is de verslaggever van Ghettostad die één keer voorkwam, in de "Hersenzuiger". Hij interviewt professor Weissmann. Zijn stem werd gedaan door Raymond Campfens.
- Professor Weissmann is de gekke geleerde in Ghettostad die beweert dat er een hersenzuiger in Ghettostad rondwaart. Zijn stem werd gedaan door Ferry van Schijndel.

## Afleveringen
Een overzicht van de afleveringen.

### Serie 1
1. Ffukkie meets Andy
2. Eéndagsworm
3. Woerdoer
4. Kont serge
5. (onbekend)
6. De griep
7. Toverbril
8. De hersenzuiger
9. To droom or natte droom
10. Andytiteitscrisis
11. De woordenaar
12. Vervelio in extremio
13. Asskimo

### Serie 2
1. Ffukkie is jarig
2. U omi Suga
3. Freekhoorn
4. De smurriefabriek
5. Aisha
6. Omi in de oorlog
7. Dr. Huppelepuppie
8. Ratterdam
9. Esmeralda
10. Oenkie de blote holbewoner
11. Ghettoman
12. Vooodooo
13. Unk!

### Serie 3
1. Slim City
2. Manamana
3. Schijt aan de tijd
4. Wensday
5. Beestenboel
6. De snerrendorst
7. Faait for your raait
8. Luftballonrees
9. Mo Slim
10. Rare stemming
11. Freemde frasten
12. Morgenstond
13. Omi de bedgaai

## Trivia
- Andy Wormhole is duidelijk gebaseerd op Andy Warhol.
- Op de slaapkamer van Ffukkie staat een poster van I.R. Baboon van de serie I Am Weasel.
- Ffukkie zingt ook bekende liedjes zoals in "De griep", "Wij zijn twee vrienden" van Dennie Christian en in "Toverbril" zingt "I just called to say I love you" van Stevie Wonder.
- Andere stripfiguren komen ook voor op de achtergrond: Mickey Mouse, Donald Duck, Teenage Mutant Ninja Turtles en Purno de Purno.
- In de aflevering "Ratterdam" staat er een poster van Pim Fortuyn met als tekst: "Speel rat van fortuyn en WIN!"
- De aflevering "Smurriefabriek" is een parodie op Sjakie en de Chocoladefabriek van Roald Dahl.
- In de aflevering "Morgenstond" worden woordspelingen gemaakt met Nederlandse spreekwoorden.